# Baltazár Dezső
Baltazár Dezső (német nyelvű publikációiban: Desider Balthazar; Hajdúböszörmény, 1871. november 15. – Debrecen, 1936. augusztus 25.) jogász,  református lelkész, a Tiszántúli református egyházkerület püspöke 1911-től haláláig.

## Életútja
A család ötödik, legifjabb gyermekeként nevelkedett. Édesapja az a Baltazár János hajdúkerületi mérnök volt, aki több jeles középületünk tervezőjeként is jegyezte nevét. Édesanyja Ceglédy Mária, aki féltő gondoskodással nevelte gyermekeit. Az ifjú Baltazár előbb Böszörményben, majd Debrecenben tanult. Teológiai tanulmányai után Tisza Lajos nevelője volt, közben jogi doktorátust szerzett. 
1898-tól a kultuszminisztérium munkatársa volt, 1900-tól lelkészként szolgált Hajdúszoboszlón és Hajdúböszörményben. A parókiákban megtapasztalhatta mindazt, amire mindig is rendkívül fogékony volt. Az elesettek, a rászorulók segítése, a közösségek szervezése. Munkájában is nyomon követjük domináns vonásait. Az általa szervezett Református Lelkészegyesület – melynek 1907-től elnöke – sokat tett a református lelkészi karért. 1911-ben a Tiszántúli református egyházkerület püspökévé választották. 
Aktív közreműködője a Tisza István Tudományegyetem (ma Kossuth Lajos Tudomány Egyetem) megalapításának. Nevéhez köthető a Kálvineumok létrehozása, a református papi és tanítói árvák számára, így hajdúböszörményi Kálvineum is. 1914-ben a főrendiház (1927-től felsőház) tagja lett, 1917-ben a református zsinat, majd 1918-ban a konvent elnöke lett, ugyanakkor számos református intézményben vezető szerepet játszott.
A Horthy-rendszer társadalmi, politikai életében liberális, míg teológiában ortodox álláspontot képviselt. Következetesen kiállt az antiszemitizmus ellen, 1923-ban az Erzsébetvárosi Demokrata Kör vacsorájára volt hivatalos Stern Samuval együtt, ahonnan elkésett, így túlélte az ellenük forralt merényletet. 1924–1925-ben gyűjtőúton járt az Amerikai Egyesült Államokban a debreceni kollégium érdekében. Rengeteg cikke és tanulmánya jelent meg.
Baltazár Dezsőt 1936. augusztus 29-én temették, temetésén személyesen megjelent Stern Samu udvari tanácsos, az Országos Izraelita Iroda vezetője és dr. Schlesinger Sámuel főrabbi, a debreceni izraelita hitközség küldöttségével. Élete utolsó pillanatáig alkotott. Családja (hat szerető gyermeke és U. Szabó Izabella nevű felesége) körében 1936. augusztus 15-én rosszul lett, s tíz napra rá bevégezte földi pályafutását.
Egyik unokája Vásáry Tamás karmester, a Nemzet Művésze díj kitüntetettje.

## Főbb művei
- Igazság és erő, kegyelem és megújulás. Baltazár Dezső (1871–1936) elnöki megnyitó beszéde; Országos Református Lelkész-Egyesület, Budapest, 1917
- A háború az evangelium világításában, 1918
- A próbáltatások idejéből, 1920
- Az én hitvallásom, 1920
- Elég nékem az Isten kegyelme, 1-2., 1923-1936

## Emlékezete
Hajdúböszörményben a református általános iskolát és a város déli főútját, Debrecenben teret, a Debreceni Református Kollégiumban termet neveztek el róla.